# محمد الفراتي
محمد الفراتي، شاعر كبير ومترجم وفيلسوف وفلكي ورسام ومناضل وطني، ولد في دير الزور عام 1880 ودرس في مدارسها ثم أكمل دراسته في حلب ثم سافر إلى القاهرة وأكمل دراسته في الأزهر الشريف، شارك في الثورة العربية الكبرى عام 1916 ثم في ثورة سعد زغلول في مصر عام 1919، وناضل ضد الاستعمار الإنكليزي والفرنسي مما اضطره إلى مغادره دير الزور في أواخر عام 1925 إلى العراق هرباً من ملاحقة السلطات الفرنسية حيث عمل مدرساً للغة العربية في بغداد، سافر بعدها إلى البحرين ومصر وإيران والسعودية إلى ان استقر به المطاف في مدينته دير الزور حيث وافته المنية في 17 حزيران عام 1978.

## نسبه
هو محمد بن عطا الله بن محمود بن عبود لقب بالشاعر الفراتي لأنه كان يوقع بدايات قصائده المسماة بالمصريات بلقب الفراتي.

## حياته

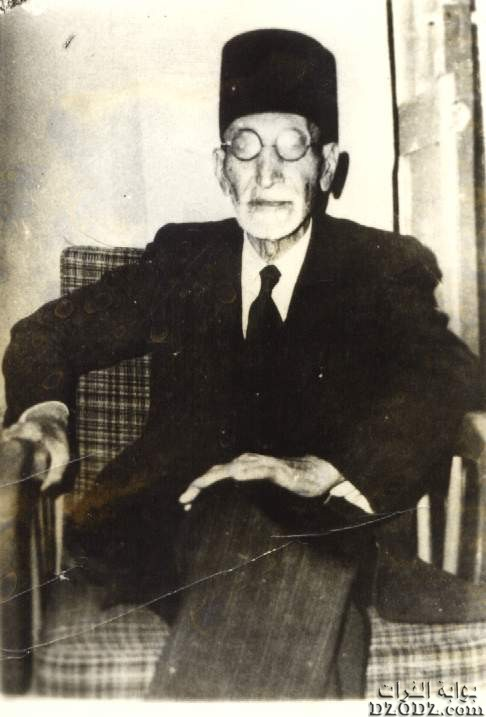
شاعر دير الزور الكبير الأستاذ محمد الفراتي.

قصيدة الشاعر محمد الفراتي في رثاء المجاهد عياش الحاج.
[https://archive.org/details/Ayash-Alhaj/mode/2up?view=theater طالع القصيدة.

وُلد الفراتي في دير الزور عام 1880، ودرس بمدرسة الرشيدية، ولما اكتشف معلموه حبه للعلم والتحصيل نصحوا ذويه أن يفسحوا له المجال لتنمية مواهبه، وإشباع رغباته في الاستزادة من الأدب، فاتصل بالشيخ حسين الأزهري حيث درس عنده علوم اللغة والنحو والفقه لمدة سنتين ولم يتوقف عند هذا الحد بل غادر دير الزور إلى حلب عام 1908 مستزيداً في طلب المعرفة فتابع دراسته على يد الشيخ محمد الزعيم وبعض علماء حلب المشهورين آنذاك.
لم تكتف نفسه التواقة للمزيد بهذا الحد بل غادر حلب إلى بيروت ومنها إلى يافا فبور سعيد فالقاهرة حيث استقر به المطاف في جامعة الأزهر عام 1911 وأقام برواق الشوام الذي كان عميده آنذاك الشيخ سليم البشري، وتتلمذ الفراتي على أيدي أئمة الأدب والفقه أمثال المرصفي والقاياتي وبخيت وتزامل الفراتي وهو يطلب العلم في الأزهر مع طه حسين وعبد القادر المازني وزكي مبارك وأحمد الكرمي.
وما إن انطلقت شرارة الثورة العربية في الحجاز ودوى صداها في أرجاء الوطن العربي حتى سجل الفراتي ورفاقه اسماءهم لدى مندوبها وقد سافر إلى الحجاز والتحق بجيش فيصل بن الحسين في بلدة الوجه على البحر الاحمر ولأن الفراتي كان ضعيف البصر نحيف الجسم فقد كلفه بالافتاء وتدبيج الخطب السياسية وبعد دخوله في أول معركة أنعم عليه الملك فيصل برتبة ضابط وجعله على إثر ذلك إمام طابور، وكانت قصائده تلهب وجدان الشعب في النهضة العربية ومن أحد أبياتها:
ولما شعر أن الثورة حادت عن مبادئها المعلنة غادرها إلى مصر ليشترك في ثورة سعد زغلول عام 1919، في ذلك الوقت احتلّ الجيش البريطاني مدينة دير الزور عن طريق الحدود العراقيّة، فاندلعت فيها ثورة شعبية، عاد الفراتي على أثرها إلى مسقط رأسه ليحارب الاستعمار الإنكليزي بالنضال المباشر عن طريق تشكيل خلايا المقاومة، وبرز اسمه كزعيم ثوري، فكان عليه أن يدفع ضريبة هذه الصفة التي حملها، فكان نصيبه الملاحقة والتضييق حتى خرج الإنكليز من دير الزور عام 1920 وحلّ محلهم الفرنسيون.
في عام 1921 تزوج الفراتي من السيدة عائشة حمد العبد الله وانجبت له سبعة ذكور توفي في حياته اثنان منهم قاسم وزهير وبقي خمسة وهم خالد وتحسين وآصف وفاروق وطارق وابنتان هما زهرة وروضة.
ساهم الفراتي في محاربة الجهل والأمية ببناء المدارس والانخراط في سلك التعليم، وفي أوائل عام 1922 افتتحت في دير الزور أول ثانوية رسمية للذكور سميت ثانوية التجهيز، فعين الفراتي مدرساً فيها لمادتي اللغة العربية والتربية الإسلامية، لكنه بدأ يحرّض على الثورة والتمرد علناً ضد الفرنسيين.
وفي عام 1925 اندلعت الثورة السورية الكبرى وامتدت شرارتها إلى منطقة الفرات حيث كان الفراتي من اشد الداعمين لهجمات الثوار على القوات الفرنسية في المدينة، وعند ادانة الزعيم عيّاش الحاج من قبل سلطات الاحتلال بالتخطيط للهجمات وقيادتها وصدور قرار نفيه مع أسرته إلى مدينة جبلة كتب الفراتي:
على اثر مواقفه الوطنية ضيقت سلطات الانتداب الخناق عليه وسرحته من الوظيفة مما اضطره لمقابلة وزير المعارف بدمشق لشرح وضعه والاعتراض على فصله، ولما شعر أن الوزير لم يستجب لشكواه أغلظ عليه القول واتهمه بالخيانة الوطنية وغادره إلى الشارع حيث نمى له بعض أصدقائه أن ثمة اعتقالاً ضده يبيته الفرنسيون فعاد إلى دير الزور مسرعاً حيث تخفى وغادرها إلى العراق في أواخر عام 1925 والتحقت به زوجته يرافقهما صديقه الشاعر عبد الجبار الرحبي.
وعلى الرغم من إقامته في العراق بقي الفراتي على مبادئه الوطنية يحرض الأهالي على الثورة ضد الفرنسيين ويستثير النخوات، وعندما اغتال الفرنسيون الزعيم عيّاش الحاج في مدينة جبلة عام 1926 رثاه الفراتي بقصيدة قال فيها:
وقد بدأت أحوال الفراتي تستقر بعد أن عينه ساطع الحصري الذي كان يتسنم مرتبة وزير المعارف مدرساً للغة العربية في مدارس اليهود ببغداد، لكن نزوعه الدائم للسفر كان يشده لرفع عصا الترحال وعندما افتتحت أول مدرسة رسمية في المنامة بالبحرين غادر العراق ليدرس اللغة العربية فيها، ومكث الفراتي ثلاث سنوات في البحرين لكنه اختلف مع مدير المعارف هناك فغادر البحرين عائداً إلى دير الزور وفيها عين مدرساً في ثانوية الفرات عام 1930.
ولم تنته حياة الفراتي عند هذه الحدود بل سافر إلى السعودية وإيران ومصر، وشارك في المهرجانات الشعرية العربية، ومثل الجمهورية العربية السورية في المهرجان التأبيني الذي أقيم في القاهرة تخليداً لشاعر القطرين خليل مطران، ودلالة على تجواله الدائم، تعمد الفراتي أن يعطي قصائده عناوين الأماكن التي كُتبت فيها، فالقصائد التي كتبها في مصر سمّيت المصريات، والقصائد التي كتبها في الحجاز أيام الثورة العربية الكبرى سمّاها الحجازيات، وما كتبه في البحرين أسماه البحرانيات، إضافة إلى ما كتبه في دمشق ودير الزور أسماه السوريات.

## أعماله

### الشعر

كلستان روضة الورد، ترجمة الشاعر محمد الفراتي 1962.
[https://archive.org/details/M20170725/mode/2up?view=theater طالع الكتاب.

شارك الفراتي في الثورة العربية فعلاً وشعراً وعاش الهم القومي بوجدانه وأحساسيه وعبر عما يعتمل بداخله بقصائد رائعة وندد بالاستعمارين الإنكليزي والفرنسي وشارك في اسبوع نصرة الشعب الجزائري الشقيق وقد أكد لطلابه من فوق منبر التدريس على عروبة الأرض الجزائرية كما وقف إلى جانب الشعب الفلسطيني وعرى الصهيونية وهاجم الاحلاف التي نشأت في الخمسينات وتصدى للعدوان الثلاثي على مصر ومجد بطولات شعب بور سعيد.
وقد عاش طوال حياته يحلم برؤية علم الوحدة العربية يخفق فوق سماء العروبة فلم يترك فرصة إلا وخاطب فيها ساسة العرب وقادتهم حاثاً إياهم على إشادة صرح الوحدة، لهذا فقد رأى في جمال عبد الناصر زعيماً وطنياً متميزاً ورجل وحدة حقيقي حيث يقول:
لقد تجلى البعد القومي في شعر الفراتي من خلال تمجيده للشخصيات القومية رثاء ومديحاً فعندما رحل فيصل بن الحسين الذي كان يعتبره شخصية قومية كبيرة كتب فيه:
وعندما توفي سعد زغلول رمز الوطنية في مصر وأحد أعلامها البارزين رثاه بقصيدة قال فيها:
ولأنه أمضى حياته متمرداً، فقيراً، فقد كان واقع الحال في مدينته لا يعجبه وكان يحرّض الناس على الثورة لا على الحكم فقط بل على كل شيء، وقد رأى فيه بعض الناس يسارياً وعلمانياً يسعى لتمزيق بنية المجتمع، يقول داعياً إلى الثورة على كل شيء:

### الترجمة

روائع من الشعر الفارسي، ترجمة الشاعر محمد الفراتي 1963.
[https://archive.org/details/DFS_20170725/mode/2up?view=theater طالع الكتاب.

أجاد الفراتي ثلاث لغات غير العربية هي التركية والفرنسية والفارسية، وقد استحوذت الفارسية عليه، فأنفق سنوات من حياته مترجماً، وفي عام 1959 عين في وزارة الثقافة السورية مترجماً من الفارسية إلى العربية، وقد ترجم عن الفارسية (كتاب كلستان، روضة الورد) وهو من الكتب المعدودة وذات الاعتبار كما يصفه هو نفسه، ونشرته وزارة الثقافة عام 1962.
كما ترجم كتاب (البستان) الذي يقع في أربعة آلاف ومائتي بيت من الشعر لسعدي الشيرازي، وترجم روائع الشعر الفارسي الذي طبعته وزارة الثقافة عام 1963 وهي مختارات لسعدي الشيرازي وحافظ الشيرازي وجلال الدين الرومي، كما ترجم الفراتي رباعيات الخيام وقواعد اللغة الفارسية وتعليمها بالعربية ووضع قاموسا فارسياً عربيا وترجم (حي تبريز) وديوان غزايات وبهارستان ونصيحة العطار، كما ترجم ما يزيد على ثمانية آلاف بيت من الشعر عن الفارسية عدا النثر الفني.

### الفلك
لم يقتصر اهتمام الفراتي على الشعر والترجمة، بل تجاوزه إلى علم الفلك، فقد كان شغوفاً بعلم الفلك والمراصد الفلكية بما فيها من مناظير وتلسكوبات، وقد عمد إلى تفسير الآيات الكونية في القرآن الكريم، وهو تفسير فريد للآيات التي تبحث في الكون تفسيراً علمياً، يعتمد فيه على علم الفلك ومقابلتها بأحدث نظريات علم الفلك الحديثة، وهو كتاب لا يزال مخطوطاَ، وله عدد من الدراسات الفلكية التي كتبها بعد سهر ليال وراء تلسكوبه الخاص الذي صمّمه بنفسه.

## تكريمه
في السنوات الأخيرة من حياة الفراتي، حظي بنصيب وافر من التكريم الذي يستحق، فكرّمه اتحاد الكتّاب العرب عام 1976 في احتفال مشهود حضره الراحلون الشاعر سليمان العيسى والأديبان خليل هنداوي وإبراهيم الكيلاني والقاصّ عبد السلام العجيلي، وفي العام نفسه كرّمه الرئيس حافظ الأسد بتخصيص راتب تقاعديّ له، كما كرمته جهات إيرانية أكثر من مرة لترجمته لروائع الادب الفارسي، و كان آخرها الندوة التي أقيمت في المستشارية الثقافية الإيرانية في دمشق عام 2006.

## وفاته
في 17 حزيران عام 1978 توفي الفراتي رحمه الله في مدينته دير الزور ودفن فيها بعد ثمان وتسعين عاماً مليئة بالعطاء.

## انظر ايضاً
| - دير الزور. - الحاج فاضل العبود. - الثورة العربية الكبرى. | - عياش الحاج. - حسين الأزهري. - محمد سعيد العرفي. |

## وصلات خارجية
|  |